# Jennifer Isacco
Jennifer Isacco, född den 27 februari 1977, är en italiensk bobåkare som har tävlat internationellt sedan 1999. Vid Olympiska vinterspelen 2006 i Turin vann hon en bronsmedalj i grenen tvåmansbob för kvinnor tillsammans med sin tävlingspartner Gerda Weissensteiner.